# Stazione di Ancona
La stazione di Ancona, detta anche Ancona Centrale, è la stazione principale di Ancona. È posta sulla congiunzione tra la linea Bologna-Ancona e quella Adriatica (Ancona-Lecce) ed è il capolinea della ferrovia Roma-Ancona.
Transitano per questa stazione circa 11 000 passeggeri al giorno, ovvero oltre cinque milioni all'anno; quotidianamente vi partono circa 220 treni e altrettanti ne arrivano.
La stazione di Ancona è raccordata con la stazione di Ancona Marittima, chiusa al traffico dal 13 dicembre 2015, ma di cui il Ministero delle Infrastrutture, l'amministrazione comunale e quella regionale prevedono la riapertura.
La stazione è sede una delle quindici Direzioni Operative Infrastrutture Territoriali (DOIT) della Rete Ferroviaria Italiana.

## Storia

### Inaugurazione e apertura delle linee per Bologna e per Lecce
Poco più di sette mesi dopo la proclamazione del Regno d'Italia, il re Vittorio Emanuele II era giunto in città alle ore 16.45 del 10 novembre 1861, a bordo del treno inaugurale della ferrovia Bologna-Ancona, gestita dalla Società per le strade ferrate romane. Il re era già stato ad Ancona nell'ottobre del 1860, all'indomani della presa della città da parte delle sue truppe, per sancire l'ingresso delle Marche e dell'Umbria nel regno. La stazione iniziò il suo servizio al pubblico pochi giorni dopo, il 17 novembre. Fu il primo segno dei grandi cambiamenti che, dopo l'unificazione, nel giro di meno di dieci anni rivoluzionarono la vita della città, che venne adeguata a tutti i criteri di modernità dell'epoca.
Contrariamente a molte altre stazioni centrali, quella di Ancona non fu costruita nei pressi delle mura che cingevano il nucleo storico della città, ma a più di un chilometro da Porta Pia, in un'area allora completamente periferica. Ciò fu dovuto alla particolare conformazione geografica del centro di Ancona, che sorge su un promontorio e dunque è circondato per due lati dal mare. Fu solo dopo la realizzazione della stazione che le zone circostanti, gradatamente, furono edificate e divennero semi-centrali.
Il 13 maggio 1863, alla presenza del futuro re Umberto I, fu inaugurata la prima tratta della ferrovia Ancona-Lecce: quella sino a Pescara; la linea fu prolungata sino a Ortona il 15 settembre 1863, sino a Foggia il 25 aprile 1864, sino a Brindisi il 29 aprile 1865 e sino a Lecce 15 gennaio 1866.
Nel 1878 fu inaugurata la rete tranviaria di Ancona e i tram a cavalli permisero di giungere comodamente dalla stazione al centro cittadino e nel cuore della periferia storica.

### La Valigia delle Indie
Il completamento della tratta sino a Brindisi, nel 1865, l'apertura del Canale di Suez, nel 1869, e quella del Traforo del Frejus, nel 1871, resero possibile la realizzazione di un progetto a lungo atteso in Italia e in Gran Bretagna: far passare lungo l'Adriatico la "Valigia delle Indie" ("Indian Mail"), il percorso internazionale ferroviario e marittimo che collegava settimanalmente Londra a Bombay, mettendo in contatto la Gran Bretagna con la capitale della sua più importante colonia dell'Ottocento, l'India. Sulle tratte marittime il servizio utilizzava i piroscafi della società londinese Peninsular and Oriental Steam Navigation Company.
A partire dal 1871 tale percorso entrava in Italia attraverso il Traforo del Frejus, aperto in quell'anno, passava per la stazione di Ancona e arrivava a Brindisi, dove proseguiva su piroscafo sino ad Alessandria d'Egitto, poi di nuovo su treno sino a Suez, e infine ancora su piroscafo sino a Bombay, da cui si poteva proseguire per via ferroviaria sino a Calcutta.
In Italia, il percorso della Valigia delle Indie fu attivo nel periodo 1871 - 1914, anno in cui, non avendo il governo effettuato i lavori richiesti dalla compagnia di navigazione nel porto di Brindisi, esso fu giudicato inadeguato e sostituito dal porto di Marsiglia, cosa che tagliò completamente fuori l'Italia.
Nel romanzo di Joyce Lussu Anarchici e siluri, Sherlock Holmes giunge ad Ancona nel 1910 proprio con il convoglio della Valigia delle Indie. 

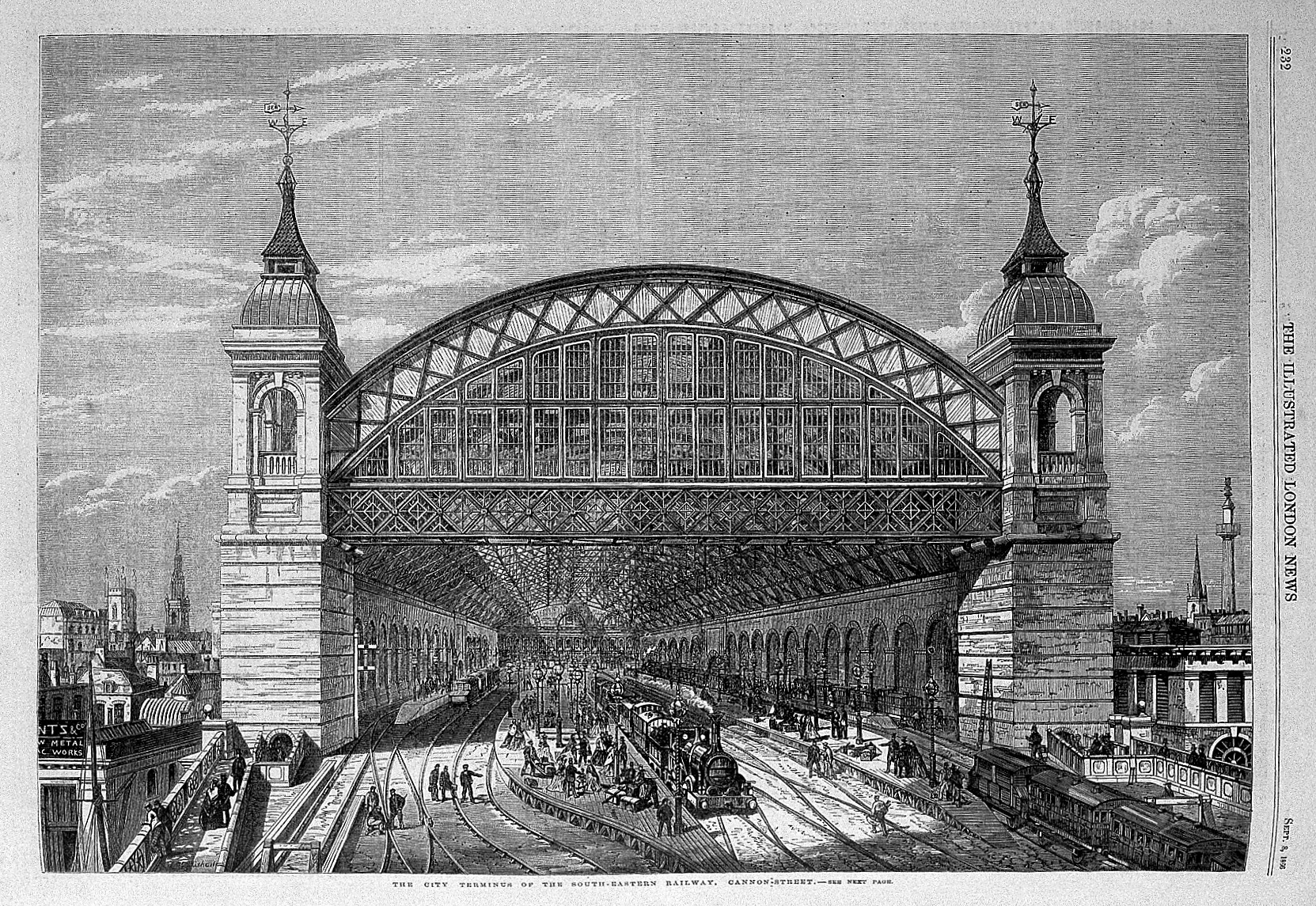
La Stazione Victoria di Londra, punto di partenza della Valigia delle Indie
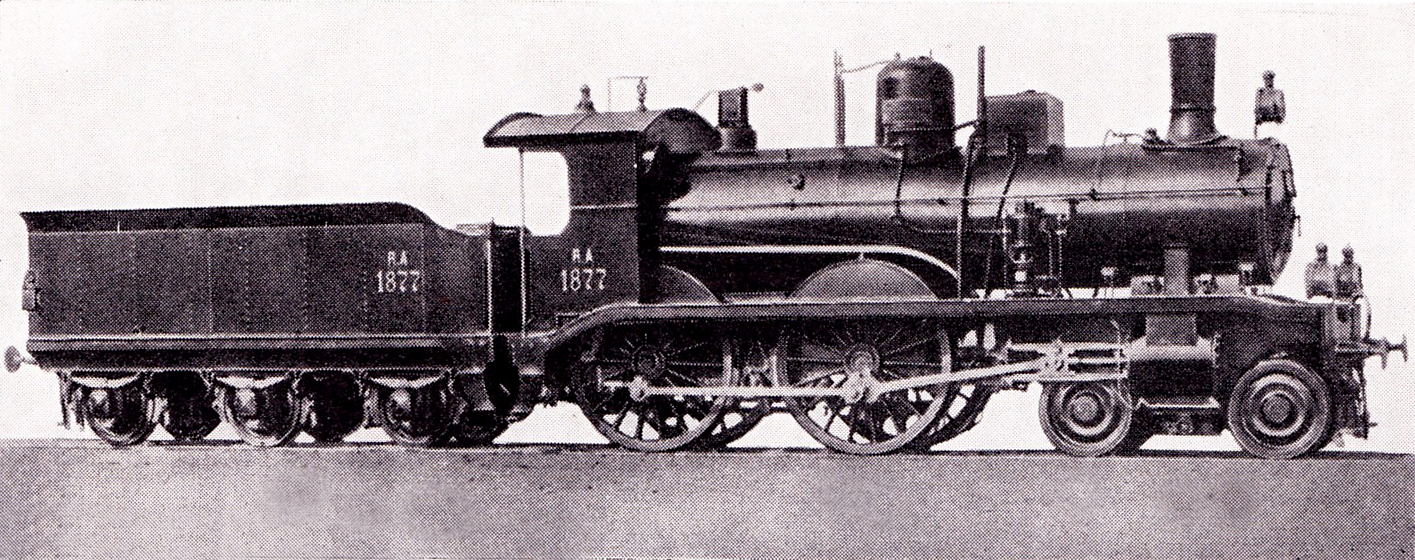
La RA 1877, locomotiva che effettuava servizio sulla Valigia delle Indie
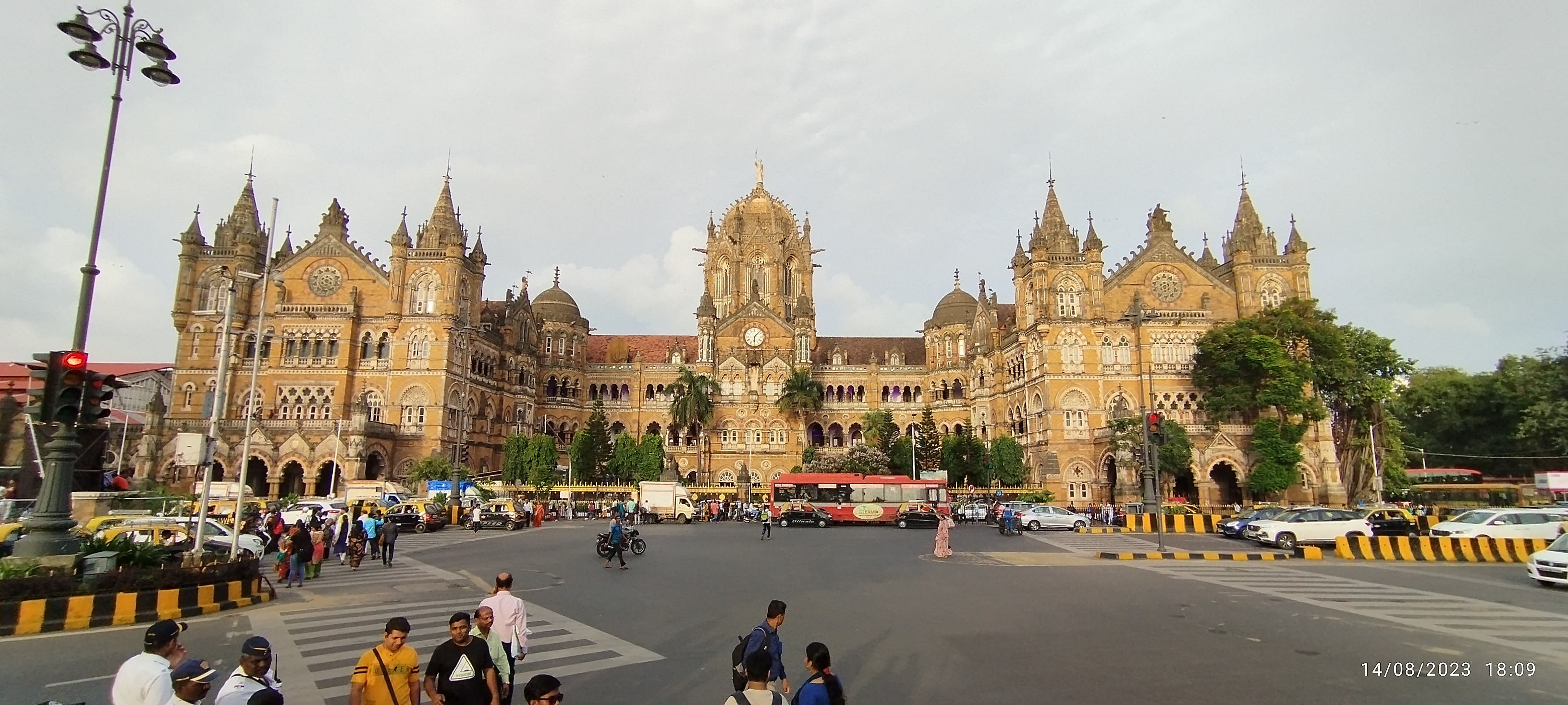
La stazione Victoria Terminus di Bombay, punto di arrivo della Valigia delle Indie

### Apertura delle linee per Roma e per Ancona marittima
La ferrovia Ancona-Roma fu inaugurata il 29 aprile 1866; era la prima comunicazione ferroviaria trasversale tra il Tirreno e l'Adriatico, in ambito nazionale. Essendo Roma ancora la capitale dello Stato della Chiesa, la ferrovia doveva attraversare tre volte il confine: da Roma a Passo Corese attraversava il territorio pontificio, proseguiva poi per 29 chilometri in territorio del Regno d'Italia, fino a Colle Rosetta di Magliano Sabina, poi di nuovo percorreva lo Stato Pontificio per altri 20 chilometri e rientrava definitivamente nel territorio italiano a 25 km da Terni. Solo con il dissolvimento dello Stato della Chiesa, nel 1870, la ferrovia Ancona-Roma poté evitare questi passaggi di confine.
Il 22 maggio 1906 venne attivata la linea per la Ancona Marittima, per dotare il porto di servizio ferroviario per merci e passeggeri.
Il 16 settembre 1907 venne raddoppiata la tratta tra Ancona Centrale e Falconara Marittima, per adeguarla all'inteso traffico, dovuto al fatto che essa era, ed è tuttora, utilizzata sia dalla linea Ancona-Bologna, sia da quella Ancona-Roma.

### Elettrificazione e prospettive future
L'elettrificazione della linea Ancona-Bologna ci fu nel 1938 e quella delle linee Ancona-Roma e Ancona Centrale-Ancona Marittima nel 1939; la linea per Lecce, invece, fu elettrificata solo in anni molto più recenti, tra il 1947 (sino alla stazione di Ancona Varano) e il 1996 (sino a Lecce).
Il prossimo obiettivo è il completamento del raddoppio dell'Ancona-Roma, già realizzato in alcuni tratti.
Nel 1909 le linee di tram che servivano la stazione centrale furono elettrificate. Il 15 marzo 1949 il servizio fu sospeso a causa dei danni subiti nel corso dei bombardamenti sulla città del 1943-1944 e sostituito dai filobus. Da allora è la rete filoviaria di Ancona a collegare la stazione centrale al centro e alla periferia. È in via di realizzazione il nuovo terminale degli autobus extraurbani situato nei pressi del piazzale ovest; nella stessa area verrà realizzato anche un parcheggio per coloro che vogliono recarsi in stazione con il proprio autoveicolo.

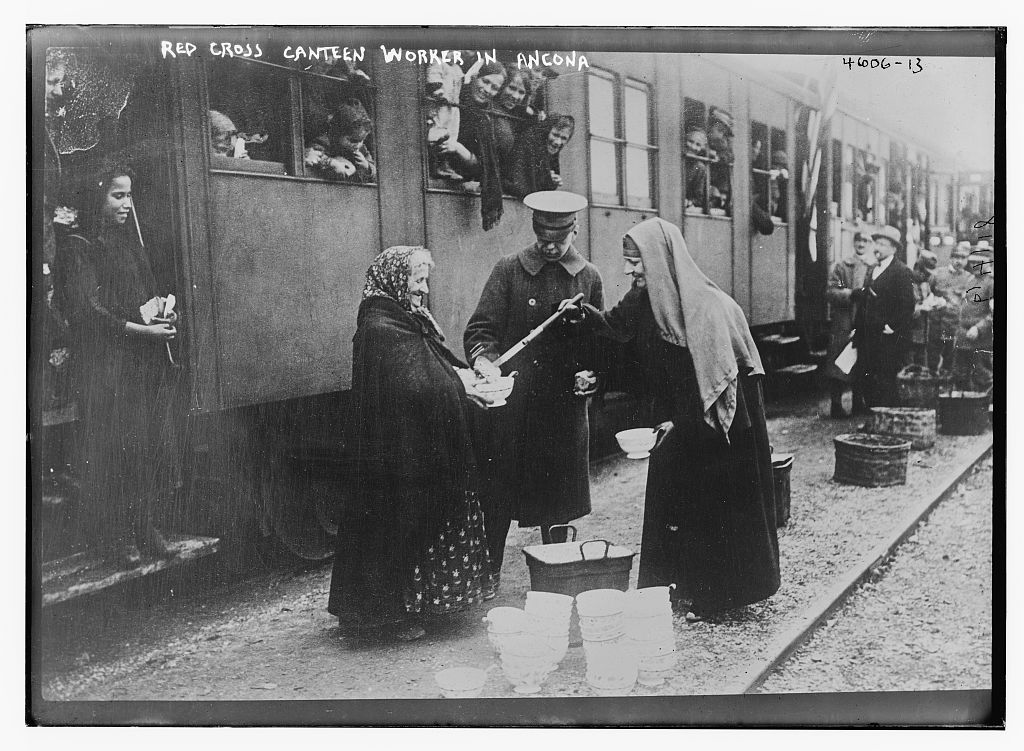
Periodo della Prima guerra mondiale - la Croce Rossa distribuisce pasti caldi nella stazione di Ancona Centrale

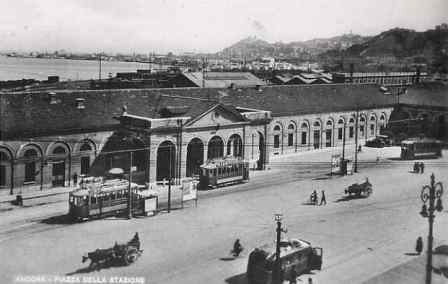
La stazione centrale del 1879, opera di Rinaldo Rinaldi, poi distrutta dai bombardamenti della Seconda guerra mondiale. Davanti al porticato è visibile la fermata dei tram

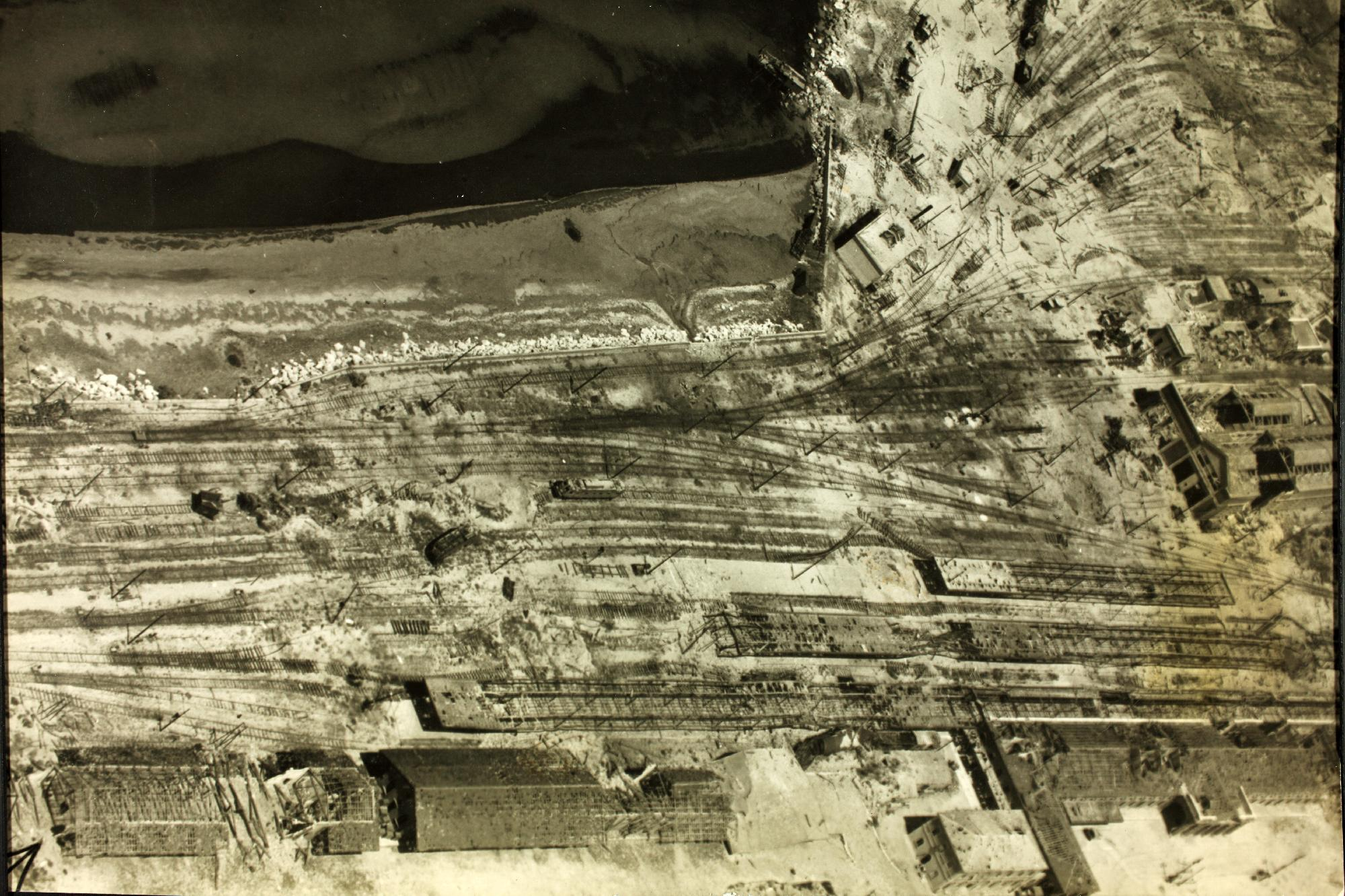
Veduta aerea della stazione colpita dai bombardamenti del '43-'44 - nell'angolo in basso a destra il fabbricato viaggiatori con i tetti sfondati.

### Storia degli edifici
Il primo fabbricato della stazione risale al 1861; nel 1879 fu sostituito da un nuovo edificio, per adeguarlo al maggior traffico.
L'ingegner Rinaldo Rinaldi fu l'autore del progetto del nuovo fabbricato, che seguiva lo stile eclettico tipico delle stazioni ottocentesche, con facciata esterna caratterizzata da un avancorpo porticato a cinque arcate e con frontone, e da grandi spazi interni, con ampi portoni e vetrate, pareti lavorate e volte molto alte. Per coprire i binari era stata realizzata un'ampia tettoia metallica voltata a botte ribassata e con fasce vetrate longitudinali, progettata dall'ingegner Ottavio Moreno, secondo i dettami dell'architettura del ferro.
Nel corso della Prima guerra mondiale, un bombardamento navale austriaco colpì duramente Ancona, causando vittime; anche la stazione centrale fu colpita, ma in modo meno grave rispetto al resto della città.
Nel periodo tra le due guerre mondiali, nel 1926, gli interni del fabbricato viaggiatori furono oggetto di una riprogettazione ad opera di Guido Cirilli, che rinnovò la sala d'aspetto e la sala della biglietteria, in cui inserì una lapide-monumento ai ferrovieri caduti.
Durante la Seconda guerra mondiale, il fabbricato viaggiatori e la tettoia metallica vennero distrutti nel corso dei bombardamenti della città; le opere di Guido Cirilli andarono anch'esse distrutte.
Al termine del conflitto fu quindi necessario realizzare un nuovo edificio, progettato in stile razionalista dall'architetto Paolo Perilli e inaugurato il 18 agosto 1948. La tettoia distrutta venne sostituita da pensiline poste su ogni marciapiede.

#### La cappella religiosa
Negli anni ottanta, nei pressi dell'ex magazzino postale, venne costruita la cappella religiosa della stazione, arredata utilizzando creativamente materiale ferroviario di scarto:  L'acquasantiera è sostenuta da due tratti di binario curvati, la sacrestia ha gli arredi e le lampade di uno scompartimento di seconda classe di qualche decennio fa, e anche i servizi igienici provengono da un treno d'epoca. È annesso un piccolo museo, conservante oggetti ferroviari desueti.
La cappella della stazione centrale di Ancona è compresa nella convenzione stipilata nel 2020 tra Conferenza episcopale italiana e Ferrovie dello Stato; quest'ultima società si impegna ad assicurare la manutenzione delle chiese negli impianti ferroviari, favorire la libera partecipazione dei dipendenti a celebrazioni e manifestazioni religiose e autorizzare l'allestimento del presepio aziendale. Dal 2022 è sede della parrocchia ortodossa di Sant'Anna.

## Strutture e impianti

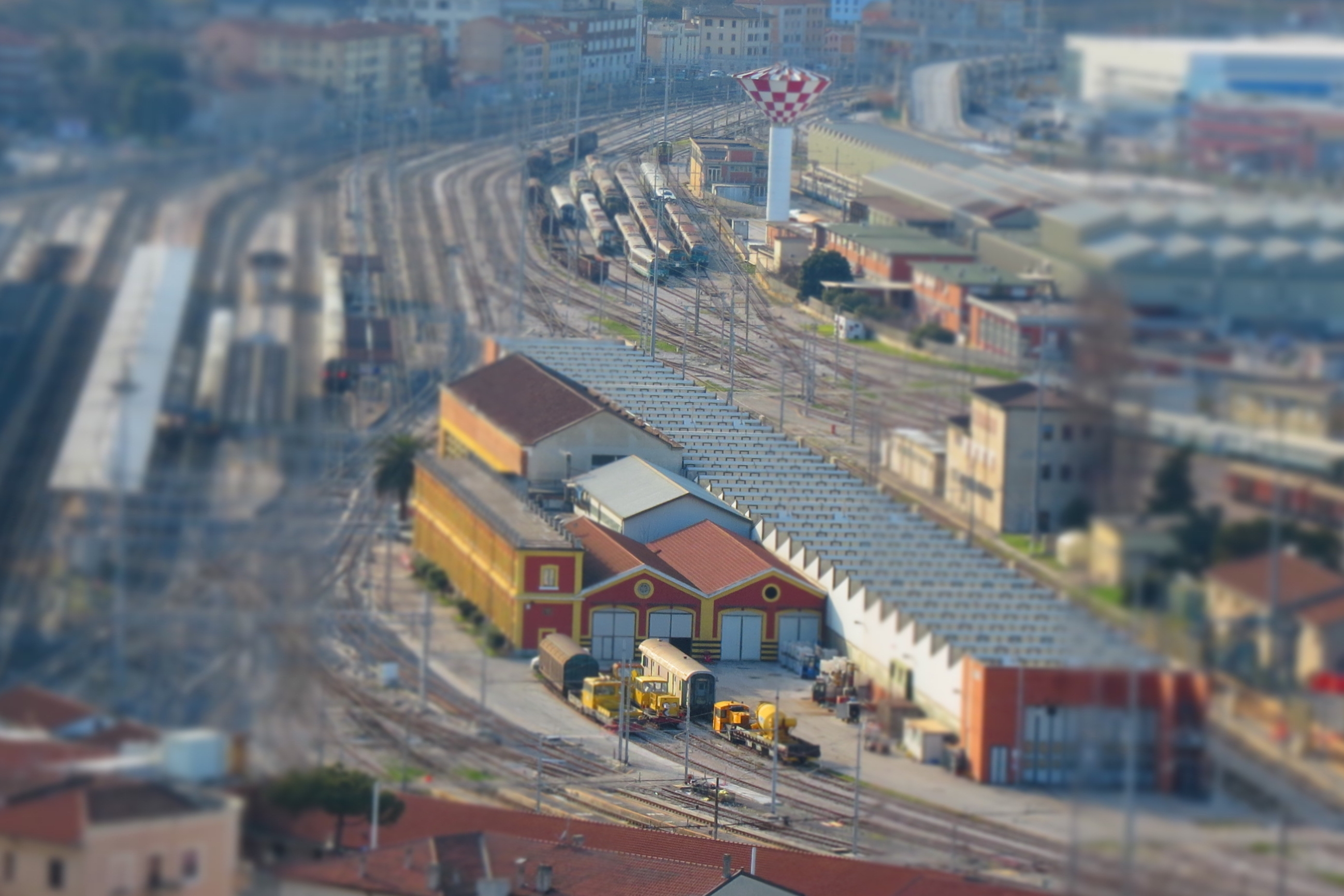
Edifici di servizio

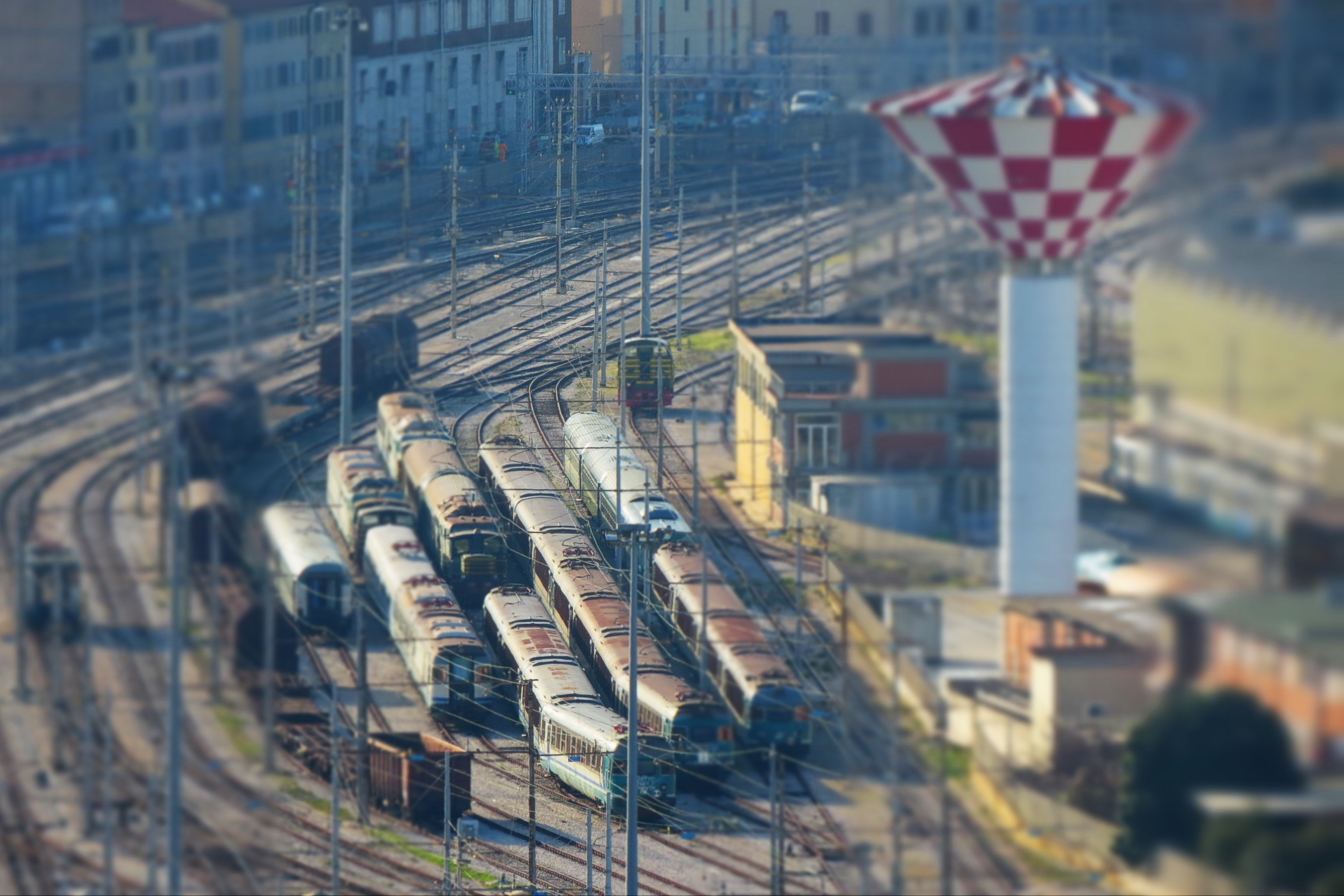
Edifici di servizio

Il fabbricato viaggiatori è costituito da un edificio in muratura su due livelli. Al piano inferiore si trovano i servizi offerti alla clientela come biglietteria, edicola, sale d'attesa, bar, ristoranti, mentre al piano superiore ci sono uffici di Trenitalia. La stazione è anche dotata di una sede della polizia ferroviaria e di una cappella.
All'interno si contano dieci binari per il servizio viaggiatori, di cui sette passanti e tre tronchi, quest'ultimi serviti dal piazzale ovest e usati soprattutto per i convogli della linea Roma-Ancona e i collegamenti regionali della direttrice Ancona-Piacenza. Tutti i marciapiedi sono muniti di pensilina e sono serviti da quattro sottopassaggi, di cui uno attrezzato con ascensori e scale mobili.
L'area ferroviaria della stazione centrale ha un'estensione di circa 170 000 mq. 
Ha qui sede una delle quindici Direzioni Operative Infrastrutture Territoriali (DOIT) della Rete Ferroviaria Italiana, con competenza su Marche, Umbria e Abruzzo; oltre agli uffici logistici, la direzione dispone di:
- un'Officina materiale rotabile (OMR);
- un Deposito locomotive;
- un Magazzino ricambi, il secondo in Italia per valore dei pezzi trattati[33]

Dal 13 marzo 2012, la stazione è raccordata con lo scalo merci Nuova Darsena dal quale partono convogli che trasportano merci provenienti dal porto di Ancona.
Tra il 2009 e il 2016 sono stati effettuati interventi di recupero e adeguamento funzionale del fabbricato viaggiatori e degli impianti tra cui: rifacimento di alcuni marciapiedi con adeguamento allo standard europeo, rifacimento degli impianti di comunicazione, ristrutturazione del piazzale Ovest, della sala d'aspetto, di alcune pensiline e sottopassi, dei servizi igienici e, infine, l'installazione dell'Apparato Centrale Computerizzato (ACC) in sostituzione dell'Apparato Centrale Elettrico a Itinerari (ACEI) già in uso dagli anni 60.

## Movimento
Il movimento dei passeggeri ammonta a oltre 11 000 presenze al giorno, ovvero oltre cinque milioni all'anno.
Dai dieci binari dedicati al servizio passeggeri, partono giornalmente circa 220 treni, e altrettanti ne arrivano; i treni appartengono alle seguenti categorie di servizio.
- Railjet (ÖBB)

per: Bologna -  Verona - Trento - Innsbruck - Monaco di Baviera Centrale (München Hbf).
- Frecciarossa

per: Bologna - Milano; Bologna - Venezia; Bologna - Verona - Bolzano; Bologna - Piacenza - Torino; Pescara - Bari - Lecce - Taranto.
- InterCity

per: Bologna - Milano; Bologna - Verona - Bolzano; Bologna - Piacenza - Torino; Pescara - Bari - Lecce; Foligno - Orte - Roma.
- InterCity Notte

per: Bologna - Milano; Bologna - Piacenza - Torino; Pescara - Bari - Lecce.
- Regionale Veloce

per: Pesaro - Bologna; Pesaro - Bologna - Piacenza; Pesaro - Bologna - Piacenza - Milano; San Benedetto del Tronto - Pescara; Jesi - Fabriano - Foligno - Roma.
- Regionale

per: Pesaro; Pesaro - Bologna; Pesaro - Bologna - Firenze - Arezzo; Jesi; San Benedetto del Tronto; San Benedetto del Tronto - Pescara; San Benedetto del Tronto - Ascoli Piceno; San Benedetto del Tronto - Pescara - Sulmona; San Benedetto del Tronto - Pescara - Francavilla al Mare; Civitanova Marche - Macerata; Jesi - Fabriano - Foligno - Roma.
Dal 2023 la stazione di Ancona è servita da treni estivi della Österreichische Bundesbahnen (ferrovie federali austriache - ÖBB) della categoria "Nightjet Euronight", diretti a Salisburgo Centrale (Salzburg Hbf), Vienna Centrale (Wien Hbf) e Monaco di Baviera Centrale (München Hbf). Dal 2020 opera anche Trenitalia Tper che assicura collegamenti con treni regionali veloci per Piacenza.

## Servizi
Per quanto riguarda i servizi rivolti alle persone a ridotta mobilità, quella di Ancona Centrale è una delle quattordici stazioni master nazionali e dunque ospita una "sala blu", luogo in cui opera personale specializzato per l'assistenza a tali utenti e in cui si organizza, si coordina e si sovrintende alla gestione dei servizi a loro rivolti.
La stazione dispone inoltre dei seguenti servizi.
- Biglietteria a sportello
- Biglietteria automatica
- Sala d'attesa
- Ufficio informazioni
- Servizi igienici
- Posto di Polizia ferroviaria
- Bar

- Ristorante
- Scale mobili per raggiungere i binari
- Ascensore per raggiungere i binari
- Tabaccheria - articoli da regalo
- Edicola: giornali - riviste - biglietteria autobus e filobus
- Chiesa
- Luogo di sosta (al piazzale ovest)

## Interscambi
La stazione è servita dalle autolinee urbane e extraurbane e dalla rete filoviaria di Ancona, gestite dalla società Conerobus, e da linee extraurbane facenti capo all'ATMA. Fra il 1881 e il 1949, di fronte alla stazione era localizzata una delle principali fermate della rete tranviaria di Ancona.
- Linee urbane - filobus

- linea Conerobus 1/4, la principale per raggiungere il porto e i rioni centrali della città .
- Linee urbane  - autobus

- linee Conerobus 1/3, 2/6, 6, 10, 12, 24, 30, 37, 41, 44, 65 .
- Linee extraurbane - autobus

- linee Conerobus A, B, C, I, J, N, O, R, R/ .
- altre linee ATMA: per Senigallia, Jesi, Loreto .
- Servizio navetta per l'Aeroporto di Ancona

- linea Conerobus: aerobus Raffaello .
- Stazione taxi